# Classicisme viennois

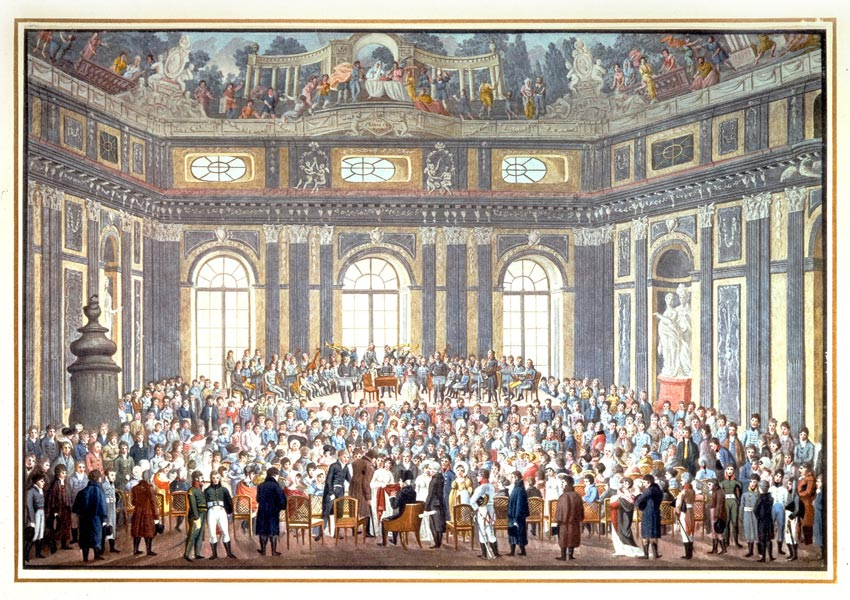
Représentation en 1808 de La Création en l'honneur de Haydn, dirigée par Antonio Salieri; reproduction d'un couvercle de boîte de papeterie peinte à l'aquarelle par Balthazar Wigand.

Le classicisme viennois appelé aussi Première école viennoise  prend forme à Vienne avec Haydn (1732-1809), Mozart (1756-1791) et Beethoven (1770-1827) dans la seconde moitié du XVIIIe siècle. Schubert est quelquefois rajouté à ces compositeurs. Le mot « école » reflète la concentration des énergies et des personnalités autour d’axes principaux sur le plan du style musical et de l’organisation des formes et du langage, à partir de formations instrumentales spécifiques et non d'un enseignement quelconque. Il bénéficie de l'invention d'instruments nouveaux comme le piano-forte. La fonction des instruments à clavier change radicalement : ils perdent progressivement leur fonction de continuo. Le quatuor à cordes devient une forme instrumentale de premier plan grâce à l'apport de Haydn.
On relèvera également l'apparition de la musique d'harmonie (en allemand : Harmoniemusik), un ensemble d'instruments à vent (bois et cuivres) avec un répertoire musical adapté créé ou transcript dont chaque maison aristocratique viennoise disposait. Ce mouvement disparaitra avec les conséquences économiques des guerres napoléoniennes et sera néanmoins à la base de la petite harmonie dans l'orchestre symphonique contemporain.

## Origine et signification
Dans les pays germanophones, le terme de Wiener Klassik est utilisé pour désigner plus largement la période de l'histoire de la musique occidentale qui se situe entre les courants baroque et romantique. Le terme de Viennese School (École viennoise) a été utilisé pour la première fois par le musicologue allemand Raphael Georg Kiesewetter en 1834. La qualification de Première école a été rajoutée ultérieurement pour la distinguer de la Seconde école. La tentative d'adjoindre à la Première école viennoise des personnalités plus tardives telles, Anton Bruckner, Johannes Brahms, ou Gustav Mahler n'a jamais été validée par les musicologues.
Par rapport à la musique baroque, le classicisme viennois se caractérise par une subtilité et une finesse tout à fait inédites.
Les caractéristiques du classicisme viennois sont : un style dramatique fondé sur la tonalité, avec une polarisation tonique-dominante nettement affirmée ; le besoin de souligner les contrastes mais aussi de les réconcilier. Schubert est parfois considéré comme le dernier représentant d’un certain classicisme viennois.